# Esteban Álvarez
Esteban Álvarez (fl. XX secolo) è stato un calciatore uruguaiano, di ruolo difensore.

## Carriera

### Club
Giocò tutta la carriera nel campionato uruguaiano.

### Nazionale
Con la maglia della Nazionale ha collezionato 4 presenze.